# アンダーソン・クーパー360°
『アンダーソン・クーパー360°』（アンダーソン・クーパー・スリーシクスティー、Anderson Cooper 360°）は、2003年9月からCNNで放送されている報道番組。司会はアンダーソン・クーパーが担当。